# 岩手県道161号達曽部下宮守線
岩手県道161号達曽部下宮守線（いわてけんどう161ごう たっそべしもみやもりせん）は、岩手県遠野市を通る一般県道である。

## 概要
達曽部地区から宮守地区への短絡路。盛岡市と釜石市・大船渡市・陸前高田市の各都市を結ぶ岩手県交通の長距離路線バスは国道396号の小峠を通らずに当線を経由する。

### 路線データ
- 起点：遠野市宮守町達曽部字米田（国道396号・岩手県道160号土淵達曽部線交点）
- 終点：遠野市宮守町下宮守（国道283号・岩手県道178号下宮守田瀬線交点）

## 地理

### 通過する自治体
- 遠野市

### 交差する道路
- 国道396号・岩手県道160号土淵達曽部線
- 国道283号・岩手県道178号下宮守田瀬線